# Mauro Polli
Mauro Polli (Domodossola, 8 settembre 1952) è un politico italiano.

## Biografia
Dopo il diploma al liceo scientifico di Domodossola, si laurea in amministrazione industriale all'Università di Torino ed entra nel 1970 nell'azienda di famiglia, la Manifattura di Domodossola, fondata dal nonno Giuseppe nel 1913 e specializzata nella produzione di cavi, funi per navi, passamanerie, intrecciati.
Eletto alla Camera dei deputati con la Lega Nord nella XI e XII legislatura, è stato sottosegretario di Stato alla Difesa nel primo governo Berlusconi dal 13 maggio 1994 al 16 gennaio 1995 e membro della IV Commissione alla Difesa e della X Commissione alle Attività produttive.
Nel 1995  Polli, legato a Luigi Negri, costituisce con altri parlamentari la Lega Italiana Federalista. e viene espulso dalla Lega. Conclude il proprio mandato parlamentare nel 1996.
Dal 2012 ha cominciato a scrivere libri-fumetti, realizzati graficamente da Alfredo Fantozzi.

## Opere
- Non fate i polli! Vita da peones, Landexplorer, 2012
- Homo pelosus. La mia storia a fumetti, Lanexplorer, 2013
- 49 sfumture di rosa. Le avventure della femina pelosa, Landexplorer, 2016
- Pino l'alpino, Landexplorer, 2017